# Rio Dueré
Rio Dueré är ett vattendrag i Brasilien.   Det ligger i delstaten Tocantins, i den centrala delen av landet, 600 km norr om huvudstaden Brasília.
I omgivningarna runt Rio Dueré växer i huvudsak städsegrön lövskog. Trakten runt Rio Dueré är nära nog obefolkad, med mindre än två invånare per kvadratkilometer.